# Joseph Fouché
Joseph Fouché, 1.º Duque de Otranto, (Pellerin, 21 de maio de 1759 – Trieste, 26 de dezembro de 1820) foi um político francês e ministro durante a Revolução Francesa e a era napoleônica, notabilizado pela sua extrema falta de caráter, individualismo e por haver trafegado incólume — e com sucesso — pelos mais conturbados períodos da história de França. 
Muitas vezes é chamado, como registrou Otto Flake, o "judas da Revolução" é, também, considerado o fundador da moderna polícia política.
De origem humilde, Fouché evoluiu de simples padre professor à posição de segundo homem mais rico de França. Participou diretamente dos eventos revolucionários, traindo figuras como Maximilien Robespierre, Paul Barras, Collot d'Herbois, Charles-Maurice Talleyrand e Napoleão Bonaparte, pessoas a quem em determinado momento jurara fidelidade. Qual um camaleão, foi visto por Honoré de Balzac como "gênio singular", que passou a vida junto ao poder, e à sua sombra — até que finalmente dele foi completamente afastado, até sua morte no esquecimento.

## Origem e juventude
Filho de família plebeia, de marinheiros e negociantes, nasceu em Le Pellerin, próximo a Nantes; de compleição frágil, ingressou no seminário da Ordem dos Oratorianos. Lá inicia seus estudos e torna-se professor de Matemática e Física, efetuando a tonsura e usando batina; mas, ao cabo de dez anos no Oratório, não efetua os votos — no dizer de Stefan Zweig: "À Igreja não se dá senão temporariamente, nunca inteiramente; não se entregará de corpo e alma nem à Revolução, nem ao Diretório, nem ao Consulado, nem ao Império, nem à Realeza: nunca, nem mesmo a Deus, e muito menos a um homem."
Nos dez anos em que atuou no seio católico, Fouché lecionou em Niort, Saumur, Vendôme e Paris, até os trinta anos de idade; ali aprende a arte da dissimulação e do silêncio, a disciplina e a compreensão do homem, de que se servirá mais tarde na diplomacia.
A partir de 1788 começam em França os movimentos que iriam eclodir no ano seguinte, e Fouché liga-se em Arras a uma sociedade denominada Rosati, na qual se discutem os direitos do homem, as descobertas científicas, além de debates culturais. É neste momento que liga-se a Robespierre, então um autor de poemas melosos.
Quando o amigo elege-se deputado aos Estados Gerais, empresta-lhe dinheiro — prendendo-o a si economicamente; mais tarde o derrubará, à traição. Por outro lado, inicia no convento o movimento para que fosse nomeada uma deputação aos Estados Gerais como integrante do Terceiro Estado — provocando uma reação dos superiores que o devolvem para Nantes. Fouché larga, então, a batina, e ingressa definitivamente na política em Nevers.
Assim, funda em Nevers um clube, o Amis de la Constitution, no qual profere seus discursos e empreende, para agradar aos comerciantes da cidade, uma defesa da escravidão e, também, casa-se com uma filha de um dos ricos burgueses locais, a "feiíssima" Bonne-Jeanne Coiquaud, preparando sua futura candidatura à Convenção, cuja eleição efetivamente se dá, em 1792.

## Carreira política

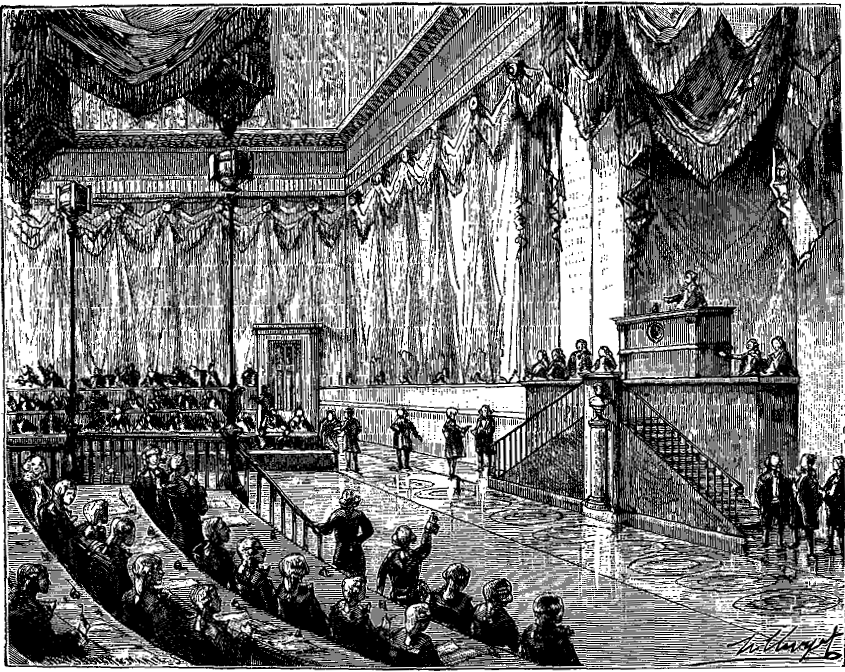
A Convenção Nacional em sessão, palco dos principais dramas da Revolução.

Na Convenção Fouché procura estar sempre na penumbra: não sobe à Montanha nem fica no Pântano (marais) — nem junto aos que ocupam a tribuna nem os que procuram situar-se junto à plateia, ao povo: antes acerca-se de Condorcet, Roland, Servant — dos girondinos, que detém o poder e os ministérios; sua assinatura não aparece nas atas dos primeiros meses. Ali observa os espíritos mais exaltados destruirem-se mutuamente: Desmoulins, Marat, Danton, Robespierre e o próprio Condorcet.
Somente numa ocasião vê-se obrigado a manifestar-se, como todos os demais da Convenção: a votação sobre o destino do Rei Luís XVI, em 16 de janeiro de 1793. Até a véspera os girondinos tramavam votar pela vida do monarca mas, percebendo que a maioria caminhava para o outro destino, Fouché trai seus companheiros e, mesmo havendo preparado um discurso em sentido inverso, vota em voz baixa pela morte de Luís Capeto.
Como resultado de sua manifestação, e instalado na República o Terror, é Fouché nomeado Procônsul. Na verdade, com a grande instabilidade do poder que toma conta de Paris, ele percebe que o melhor será uma nomeação para cuidar de uma província, daí sua ida para o departamento do Loire Inferior — em Nantes, Nevers e Moulins. Ali exerce um poder ditatorial, destruindo igrejas e símbolos sacros (ele que fora padre), celebra "missas" civis, persegue os opositores e os ricos, infundindo o medo em todos.
É desta época sua "Instruction", qual primeiro manifesto comunista da história, que dizia: "para ser verdadeiramente republicano é preciso que cada cidadão experimente e opere em si mesmo uma revolução igual à que mudou a face da França. Não há nada, absolutamente nada de comum, entre um escravo, um tirano e o habitante de um estado livre (…) Todo homem que possui mais que o necessário deve concorrer para este socorro extraordinário (…) Agi, pois, grandiosamente; tomai tudo quanto um cidadão tem de inútil; porque o supérfluo é uma violação evidente e gratuita dos direitos do povo. Todo homem que gasta mais do que as suas necessidades o obrigam a gastar, abusa da liberdade".
Fouché é o único dos procônsules que envia a Paris o produto dos saques que efetua, munindo a Convenção de valores reais, no lugar das desvalorizadas assignats (papel-moeda então emitido). De moderado obscuro, é reconhecido na capital como o mais extremista radical.
Fouché retorna a Paris, após concluir seu trabalho provinciano. 

### O metralhador de Lião

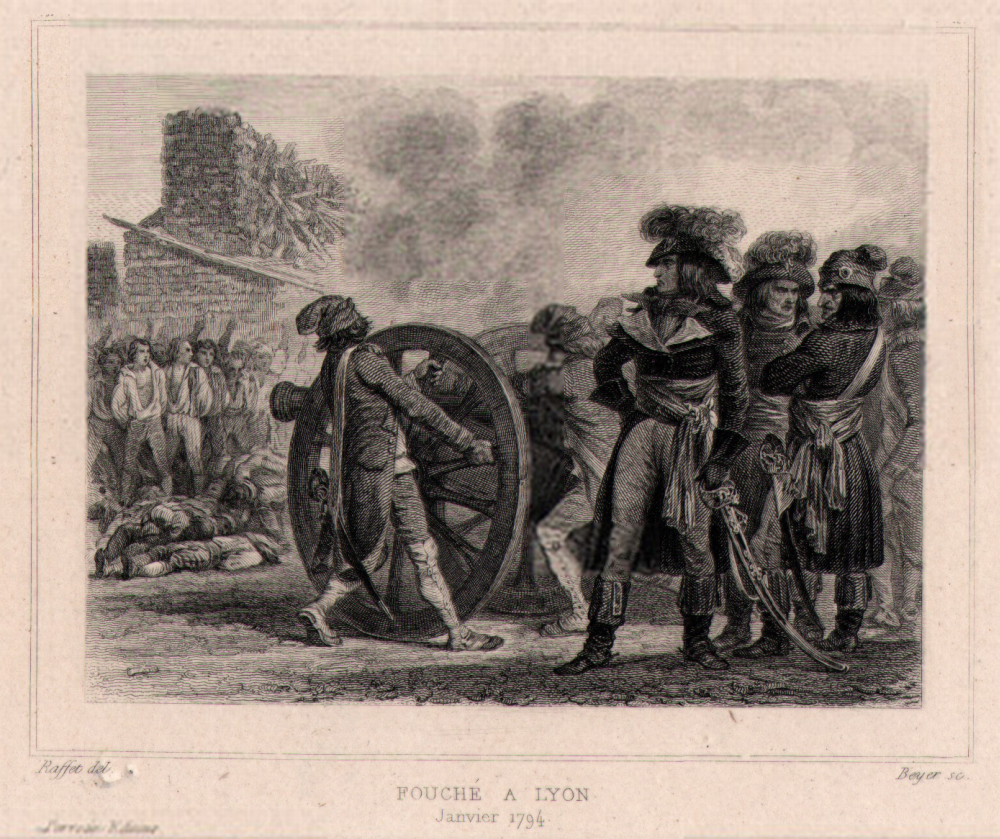
Fouché metralhando os insurgentes lioneses, em gravura do séx. XIX.

Havia em Lião um revolucionário, ex-padre, chamado Chalier, que abraça o novo regime com fanatismo — a ponto de carregar de Paris até aquela cidade, por seis dias e noites, uma das pedras da Bastilha, sobre a qual ergueu ali um altar. Repete de cor os discursos de Marat e, quando ocorre uma revolta na cidade, é preso e falsamente acusado. A Convenção procura salvá-lo, mas a municipalidade o executa.
Reunida, a Convenção decreta o fim da cidade rebelde: Lião deve ser destruída, e Fouché é nomeado para dar cabo desta tarefa: "Os serviços que prestaste à Revolução são a garantia dos que vais ainda lhe prestar. Tu reacenderás em Ville Affranchi [Lião] a tocha da liberdade, cuja luz desapareceu. Acabe-se a Revolução, termine-se a guerra contra a aristocracia, e que as ruínas do que esta quis construir caiam sobre ela, e a esmaguem" — reza o decreto que dá a Fouché os poderes de aniquilar a revolta: "O nome de Lyon será riscado do número das cidades da República" (diz o artigo IV do decreto)
Era a cidade o principal distrito industrial de França, sua destruição era algo impensável e por demais insensato. Junto a Fouché segue também Collot d'Herbois, um ex-comediante, encarregados ambos de proceder à repressão da cidade. Ali chegam em novembro de 1793, cultuando a imagem do líder morto. A 4 de dezembro começam as execuções: 69 moços são amarrados dois a dois e agrupados, quando então se lhes dispara uma rajada que, contudo, não os mata a todos. São jogados em um fosso, os executores lhes despojam as roupas e dão os golpes de misericórdia — era a primeira execução do carrasco de Lião; no dia seguinte outra pior se seguiu: 210 pessoas são metralhadas da mesma forma e, invés de enterrados num fosso, seus corpos são lançados no Ródano, ato que Fouché disse ser para que "ofereçam a impressão do terror e a imagem da soberania do povo, não só às duas margens, mas à embocadura do rio, sob as muralhas da infame Toulon". Fez um total de 1600 vítimas. Por toda a França Fouché agora é o "mitrailleur de Lyon".
Seu companheiro no mister assassino, Collot, será a próxima vítima da perfídia de Fouché.

### Primeira derrota
Ante a destruição da cidade, uma comissão lionesa foi a Paris, pedir à Convenção o perdão e, em face dela, Collot d'Herbois segue à capital para rebater uma possível oposição ao trabalho de ambos, enquanto na província permaneceria Fouché. Na Convenção, contudo, os ânimos oscilam entre Danton e Robespierre, os moderados e o terror.
Fouché, embora inicialmente continuando o massacre, percebe as mudanças e passa refrear as execuções, de modo que foi acusado de moderação pelos jacobinos: contra isto tinha um rol de milhares de mortos em sua defesa e, se vitorioso o outro lado, tal acusação servir-lhe-ia de prova de que agira com cautela. É intimado, a 3 de abril de 1794, a prestar contas em Paris. Parte dois dias depois, deixando para trás duas condenações à guilhotina: o carrasco e seu ajudante — as duas testemunhas de seus atos.
Em Paris Danton é executado, junto a outros aliados que Fouché esperava ainda encontrar. Robespierre triunfara, assumindo o total controle da situação, havendo se livrado dos seus adversários, além de Danton: Mirabeau, Desmoulins, Chabot, Hébert, etc. Restava-lhe, contudo, um inimigo: Joseph Fouché. Este, tendo chegado no dia 8 de abril, apresenta no dia seguinte à Convenção a sua defesa e, quando ela é enviada para exame do Comitê, percebe que foi derrotado. Naquela noite visita Robespierre em seu apartamento. Não se sabe o teor da conversa de ambos, mas que dali resultara que os dois iriam travar uma disputa de vida e morte entre si.

### O duelo com Robespierre

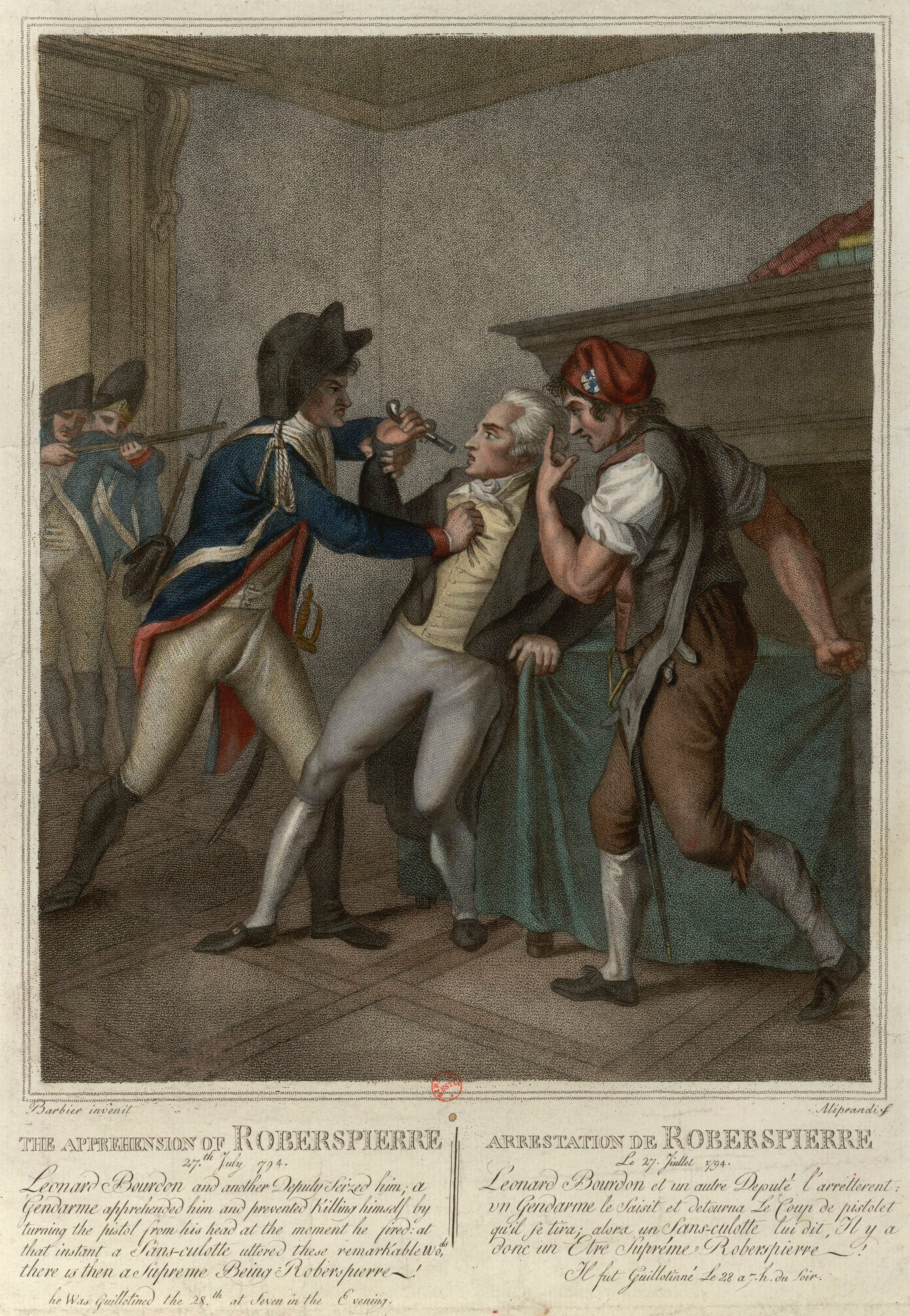
A prisão de Robespierre, cuja queda foi tramada por Fouché: apesar de seu papel crucial nos destinos de França, a historiografia raramente cita-lhe o nome.

Define Stefan Zweig a luta entre os dois como "um dos episódios mais cativantes, mais emocionantes, sob o ponto de vista psicológico, da história da Revolução", havendo ambos cometido um erro comum: o de se subestimarem.
No célebre discurso de Robespierre contra o ateísmo, escrito segundo muitos na casa de Rousseau, e proferido a 1 frimaire (6 de maio), dirige-se a Fouché — último dos ateus revolucionários ainda vivo: "Dize-nos, pois, quem te deu a missão de anunciar ao povo que Deus não existe, tu, que te entusiasmas por essa doutrina? (…) Desgraçado sofista, queres arrancar à inocência o cetro da razão, para entregá-lo às mãos do crime, cobrir com um véu fúnebre a natureza…".
Fouché recolhe-se e dele não se ouve mais falar. Trabalha em silêncio até que ressurge, de um golpe, em 18 prairial, eleito pela maioria como presidente do Clube dos Jacobinos. Dominara justamente o domínio de Robespierre que, surpreso, reage com ódio e traz cidadãos de Lião para o acusarem; Fouché é fustigado pelo adversário, e sua defesa é fraca. Sendo presidente do Clube, encerra a sessão e procura ganhar tempo; Robespierre exige que, na próxima sessão, ele seja julgado e o outro pede que se adie tal análise, fracassando. A 23 messidor (11 de junho) Robespierre profere contra ele o mais virulento de todos os seus discursos, o mais violento dos que já fizera contra seus adversários. Nele, dizia: "Temerá ele que sua triste figura delate visivelmente o seu crime, que três mil olhares fixos sobre ele lhe descubram nos olhos o íntimo de sua alma, e que, mau grado a natureza, que aí os ocultou, não se lhe descubram os pensamentos? (…) Chamo aqui Fouché para ser julgado."
Fouché é excluído do Clube, o que equivalia então a uma sentença de morte. Passa a se esconder em casa de amigos, e é seguido pelos agentes do inimigo. Acuado, começa o trabalho, menosprezado pela historiografia do período, para derrubar Robespierre: realiza visitas aos deputados, insinuando que eles figuram numa futura lista de proscritos, aumentando o rol dos ameaçados por Robespierre. Nos bastidores, tece a trama que viria a se deslindar em 9 termidor, distribuindo os papéis aos atores que passaram à História: Tallien, que exibiu um punhal com o qual se mataria; Barras, que mobilizou as tropas e, finalmente, Bourdon, que proferiu a acusação.
Pressentindo o ataque, após ter em mãos uma carta de Fouché a sua irmã Robespierre se precavê; prepara um discurso em casa de seu aliado Saint-Just que paralisaria a Convenção, em 8 termidor. A seu tempo, Fouché que tem sua filha Nièvre a morrer, é obrigado a concertar os fatos, embora deles fique ausente.

Collot d'Herbois arca sozinho com a culpa pelos massacres de Lião.

Após sua longa fala, Robespierre não cita nomes. Todos ouvem em silêncio e, quando termina, Bourdon se levanta e pede para que a fala não seja publicada, e outros também o questionam: se acusa alguém, que diga o nome. O acusador passa para a defensiva, até que alguém grita-lhe: "E Fouché?" Num recuo inesperado aquele que a todos ameaçava apenas diz: "Atualmente, não quero ocupar-me dele; cumpro apenas o meu dever…" 
O destino de Robespierre fora traçado, e foi o mesmo que dera aos seus inimigos: a guilhotina. O povo aclama Barras e Tallien (chamados de termidorianos), que os livrara do ditador. Fouché, contudo, não se alia aos vitoriosos, à maioria do momento — como sempre fez. Pressente, na verdade, que aquela era uma vitória efêmera. Os termidorianos readmitem os 73 deputados girondinos e, com isto, se enfraquecem. Fouché, um ano depois da morte de Robespierre, é intimado a prestar contas de seus atos, mas se esquiva pedindo um prazo para o preparo da sua defesa — uma graça que lhe deu tempo para escapar. imputando toda a responsabilidade a seu antigo aliado Collot: este, sim, paga pelos excessos em Lião, sendo condenado para a chamada "guilhotina seca" — o exílio fatal nas Índias Ocidentais.

### Passos em falso: fim da carreira política

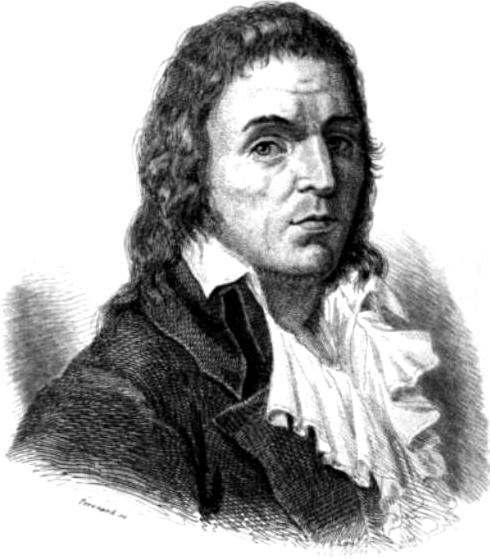
François Babeuf, dito Graco, reativava o discurso da igualdade, enquanto os demais ligavam-se à liberdade e à fraternidade.

Ao ver-se acossado pela retomada do poder da Gironda, Fouché mais uma vez procura reagir, ocultando-se por detrás de alguém que sirva-lhe ao propósito de combater seus adversários — e encontra tal figura em Graco Babeuf.
François Babeuf, homem simples e sincero que adotara o prenome romano Graco, deixa-se embair pelos conselhos do célebre Fouché, e passa a atacar Tallien (amante de Barras), o governo e os termidorianos. Otto Flake, sobre isto, registrou: "Fouché, que não fora reeleito e vivia em completa miséria depois de consumidos os que bens que roubara em Lião (…) [e] Babeuf, visionário com cabeça a recordar Schiller, aceitava tudo por verdadeiro e acreditava até em Fouché, desprezado pelos próprios companheiros ao tempo do Terror, tão repelente era seu semblante" e teria oferecido a Babeuf que tornaria seu jornal rentável, dizendo-se emissário de Barras — desde que as matérias passassem por sua censura.
Fouché se colocara como um dos iniciadores das ideias socialistas francesas, traçando um programa radical e social face a propriedade privada, sob a influência direta dos pensadores da "ilustração", como Rousseau, Voltaire, Montesquieu e outros. O socialismo foi, assim, um subproduto da Revolução Francesa, um "produto da decepção revolucionária", no dizer de Stefan Zweig.
Após a publicação do "Manifesto dos Iguais", escrito por Sylvain Maréchal, tem lugar a Conspiração com o plano de dominar Paris, mas que é desarticulada antes mesmo de seu início.
Babeuf, Darthé e outros são presos em Vendôme, por questão de segurança, correndo lá os processos. Tallien procura desmascarar Fouché como integrante da conspiração, ao que o astuto político nega, dizendo que não o conhecia senão superficialmente; julgado, Babeuf é executado num quartel, em 21 de maio de 1797, enquanto mais uma vez o traidor Fouché escapa impune.
Embora tendo atraído sobre si a atenção, as coisas em 1794 diferiam do ano anterior, onde o ser acusado equivalia a uma pena de morte; então, quando em 22 de Termidor de 1795 é formalmente acusado pelos seus atos durante o Terror, reage mais uma vez se ocultando. Fouché pressentia que o poder da Convenção não ia durar ainda muito mais. Mas, para escapar, deixa de ser reeleito deputado — embora houvesse gasto grande soma neste mister. Encerra sua fase como político, amargando três anos em que perde títulos, fortuna e importância, e seu nome não é mais lembrado.
Joseph Fouché conhece o "exílio" da pobreza. Do qual ressurgirá de forma surpreendente. E trairá Barras, dentre outros.

## Ministro (1799-1802)
Findo o conturbado período revolucionário, a França assiste a uma fase de prosperidade dos negócios, na qual o dinheiro se tornou o principal soberano — é o período do Diretório. Privado de todos os recursos, Fouché livra-se dos antigos ideais republicanos e participa nos negócios mais escusos. Procurado pelo banqueiro Hinguerlot, acusado por falcatruas, procura logo Barras e o processo não tem seguimento. Agradecido, o banqueiro torna-o seu sócio em vários negócios, especialmente bélicos.
Uma vez ligado a Barras, Fouché tem mais oportunidades a partir do golpe de estado que este desfere, em 18 Fructidor. Em 1798 o amigo nomeia-o como representante diplomático do governo na Itália e na República Batava, confiante em seu domínio das intrigas (o que, mais tarde, se voltará contra si). É junto aos holandeses que Fouché demonstra suas habilidades, que farão o Diretório tomar uma inesperada resolução.

### Ministro da Polícia do Diretório

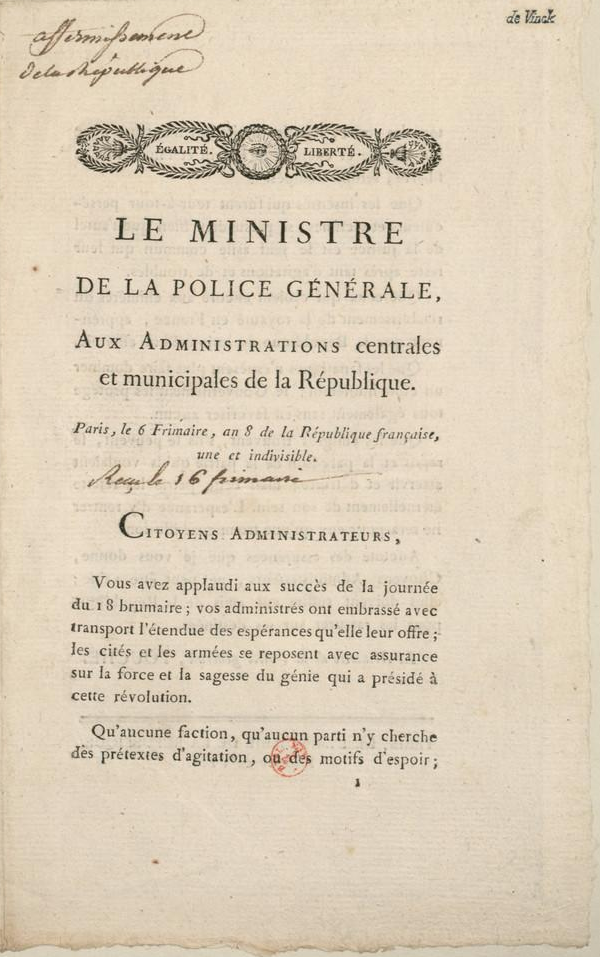
Circular do Ministro Fouché, de 1799.

Barras, traído por Napoleão e Fouché: "um vingará o outro".

Mesmo Fouché é apanhado de surpresa quando, a 3 Termidor de 1799, uma notícia faz Paris temer o retorno do Terror: Fouché é nomeado Ministro da Polícia. Não se tem clara, então, a verdade da célebre frase de Mirabeau: "Jacobinos, quando ministros, não são ministros jacobinos".

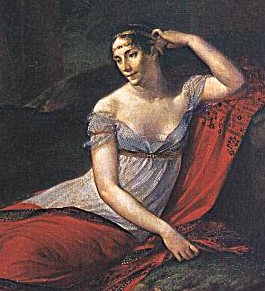
Josefina, a endividada e infiel mulher de Napoleão, era informante de Fouché.

Apesar de os próprios jacobinos se animarem com a sua nomeação, seu discurso à época é de conciliação e ordem; trata de combater a anarquia, tolher a imprensa e, a todo o custo, assegurar a segurança: foi o mais conservador dos líderes de então. Entre seus atos está o encerramento do Clube dos Jacobinos, que um dia presidira — ato este que foi feito sem qualquer resistência: Fouché foi até lá, mandou todos saírem, e trancou a porta: "a volta dessa chave na fechadura põe fim à Revolução Francesa", no dizer de Zweig.
Fouché então monta uma soberba máquina de espionagem, tornando-se sabedor de tudo aquilo que acontece em Paris, em todos os seus círculos. É uma rede de espiões, pessoas subornadas em todos os setores, cujo vértice é ele próprio — de modo que apenas ele a compreende e domina. Estava no lugar adequado à sua personalidade: a par de tudo quanto ocorria, recebia antes de todos advertências sobre os acontecimentos, e também as dava, quando julgava conveniente; tornou-se especialista em manobrar a imprensa e todos os que faziam negócios com ele se entendiam previamente; além de tudo, recebia vultosos subornos, das casas de jogo e de outras atividades similares.
Graças a isto, foi o primeiro a perceber que os dias do Diretório estavam contados. Antes de todos, teve conhecimento de que o então general Bonaparte, que todos supunham estar na campanha do Egito, se encontrava em solo francês: sua informante assalariada era ninguém menos que Josefina Bonaparte, a quem pagava mil luíses para mantê-lo a par dos acontecimentos. Apesar disto, nada declara aos superiores.
Quando a notícia que o militar corso estava em Fréjus (na Côte d'Azur, sudeste do país), é o Ministro chamado à pressa pelo Diretório, a 11 de outubro; Fouché recomenda cautela, ao invés de prender o desertor. Logo ele mesmo vai a Napoleão que, por ignorar sua importância, o faz esperar — mas a gafe foi reparada por Pierre-François Réal, e o futuro imperador rapidamente o atende. Conversam secretamente durante duas horas. Fouché havia tomado seu partido, e mais uma traição tinha lugar. Ali mostra-se estar "disposto a ser surdo, mudo e cego", no dizer de Otto Flake, para as ações do general corso.
Enquanto a conspiração militar segue o curso, Fouché não diz nada de Bonaparte em seus relatórios ao Diretório, ele próprio tendo dois dos cinco membros envolvidos no conciliábulo. Chega até a dar uma festa em que estão todos os conspiradores e, como ironia, o último a chegar é precisamente Louis Gohier, presidente do Diretório, contra quem tramam. Na véspera do golpe fala por horas com Napoleão, embora publicamente demonstre surpresa quando questionado dos acontecimentos por Gohier.
Transferida a câmara dos deputados (Conselho dos Quinhentos) para fora da cidade, quando esta se reúne, Fouché cerca a cidade e apenas seus mensageiros podem sair. Vitorioso Bonaparte, tornado cônsul, Paris é noticiada da novidade: "O Ministro da Polícia comunica aos seus concidadãos que, achando-se o conselho reunido em Saint-Cloud para deliberar sobre os interesses da República, o General Bonaparte (…) quase foi assassinado. (…) Todos os republicanos se podem tranquilizar (…) porque de ora em diante seus desejos serão satisfeitos."
Fouché mudara com o vento — e o povo sabe disto; uma semana depois do golpe uma peça cômica popular é encenada satirizando-o, intitulada La Girouette de Saint-Cloud (O Catavento de Saint-Cloud). Barras, que livrara Fouché da miséria, foi por ele traído; também Napoleão era seu antigo beneficiado. Ele então faz uma profecia sobre seus dois pérfidos ex-protegidos: um vingará o outro.

### Ministro da Polícia do Consulado

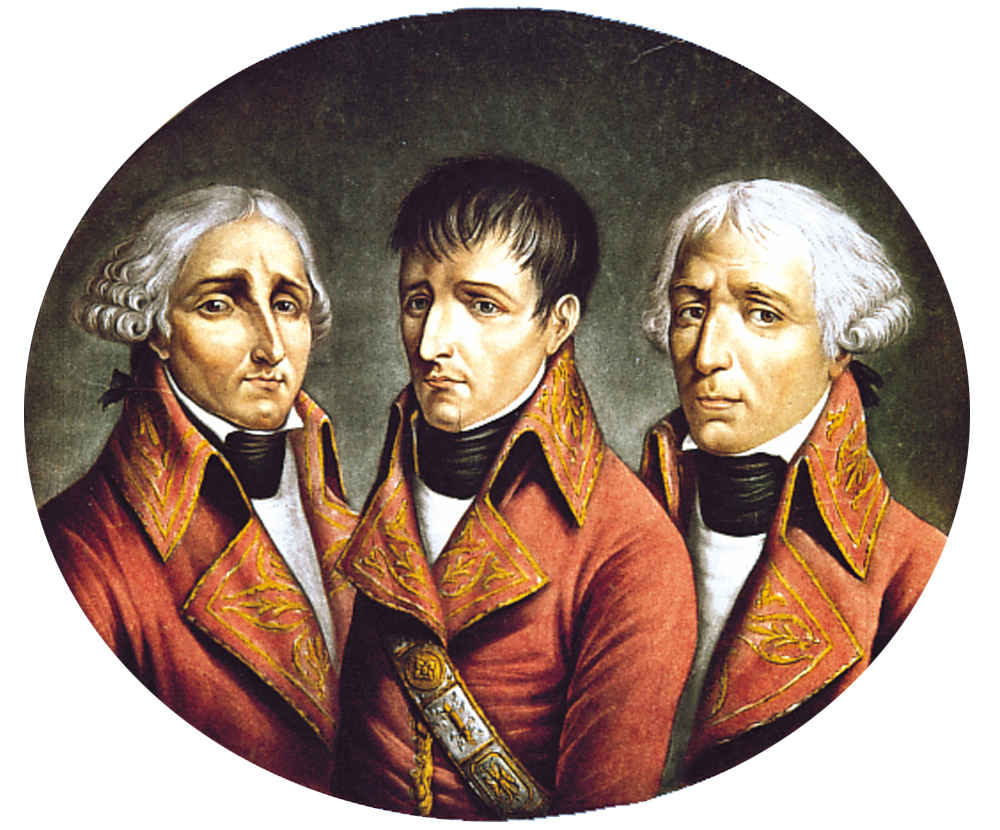
Os três cônsules: Cambacérès, Bonaparte e Lebrun.

A França assiste a um período de reorganização, em que a economia é saneada, aprova-se o Código Civil e mesmo Fouché mostra-se leal e apaziguador. Antigos focos de resistência, realistas ou terroristas, desaparecem, e a criminalidade é combatida.
Em 20 de janeiro de 1800, contudo, chega a Paris a notícia de que o Primeiro Cônsul havia sido derrotado na Campanha da Itália; rapidamente os ministros e conselheiros confabulam sua substituição, sendo Carnot o mais afoito. Mostrando seu gênio militar, Bonaparte reverte a derrota certa, sagrando-se vitorioso e consolidando sua fama militar. Fouché não se manifestara ostensivamente, mas tem-se este obscuro episódio como o marco a partir do qual perdera a confiança de Napoleão.
Tem início a campanha dos familiares de Bonaparte contra Josefina. Fouché, tendo votado pela morte do Rei e sentindo-se preso à República, alia-se à esposa do general, sua antiga assalariada. A 24 de dezembro de 1800 quando o Primeiro Cônsul se dirige ao teatro para a estreia do oratório A Criação, de Haydn, sofre um atentado à bomba, do qual escapa ileso. A ira de Napoleão recai sobre o ministro da polícia, exigindo dele que impute a culpa sobre os Jacobinos; Fouché contudo sustenta ser errada esta teoria; os Jacobinos são perseguidos, enquanto o ministro investiga os monarquistas.
Durante duas semanas Fouché é ridicularizado, até que a trama dos Chouans (monarquistas) é descoberta: ele estava certo, e os jacobinos condenados eram inocentes. Seu êxito seria significativo, não tivesse Napoleão se cercado de vitórias ainda maiores, nos dois últimos anos do Consulado. Fouché então trabalha para que seja prolongado o mandato de Napoleão em dez anos, mas este já tinha ambições maiores, e rejeita a outorga que lhe dá o Senado; o povo o elege cônsul vitalício, fazendo com que parentes seus exijam a cabeça de Fouché. Mas ainda lhe falta um motivo.
Pressionado, Napoleão procura agir de forma a que a demissão ocorra com todos os cuidados, e Fouché é "nomeado" senador; recebe, ainda, a metade dos 2 milhões e 400 mil francos que apresenta no tesouro do Ministério — uma fortuna, além da senatoria (que vai de Marselha a Toulon), avaliada em 10 milhões de francos. Zweig constata: "raramente, no curso da História, terá sido um ministro demitido com mais honras e sobretudo com mais prudência do que Joseph Fouché".

## O Senador Fouché

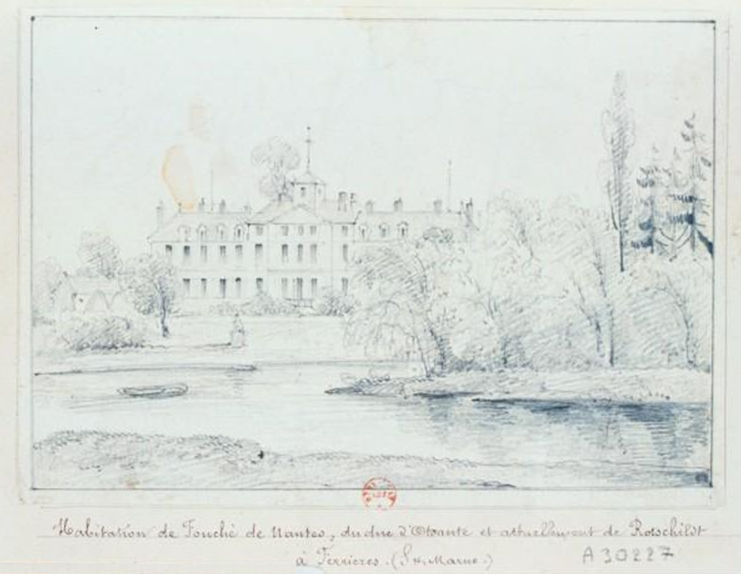
Desenho ilustra a casa de Fouché em Ferrières.

Ao contrário de seu último afastamento, desta vez Fouché está rico; adquire uma mansão à rua Gerutti e uma magnífica residência de verão — que mais tarde será dos Rotschild — em Ferrières, e vive com as boas rendas que lhe dão as senatorias de Aix e os domínios da Provence.
De antigo comunista, é agora um bem sucedido capitalista, com largas aplicações na Bolsa, e logo torna-se no maior proprietário de terras da França. Entretanto, não muda seu estilo de vida sóbrio, metódico, de antes. Parece haver se tornado um bom marido, administrador das propriedades — um simples pai de família.
Contudo, continua a enviar todas as semanas informes secretos ao Primeiro Cônsul: seu afastamento é apenas aparente, mas Napoleão quer conservá-lo longe. Fouché, contudo, espera que o governante cometa um erro, e surja a ocasião de mostrar-se útil, novamente.
Alia-se, assim, às pretensões realistas de Bonaparte: "poucos trabalham tão galhardamente para enterrar de vez a República", diz Zweig, quanto o republicano Fouché. E, em 1804, finalmente, Napoleão o convoca: Fouché será novamente Ministro, havendo traído agora a si próprio, em seus primitivos ideais.

## Ministro da Polícia de Napoleão

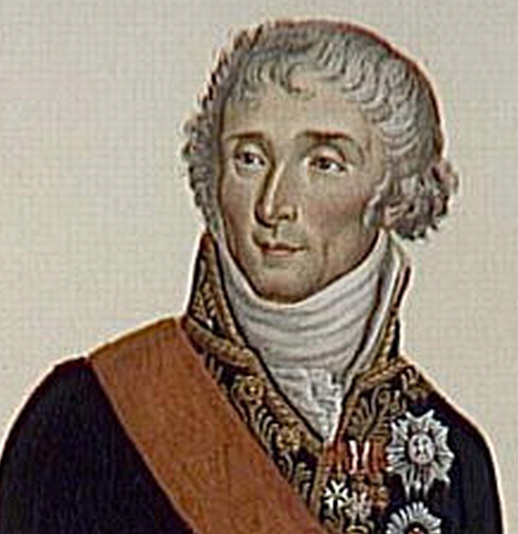
O ex-republicano radical Fouché agora serve ao Imperador que ajudou a criar, e ostenta títulos de nobreza.

Havendo colaborado para a instalação do Império, é Fouché mais uma vez nomeado Ministro da Polícia. Embora não goste de Sua Majestade, nem Bonaparte dele, viverão ambos uma década de mútua desconfiança e colaboração, da qual apenas um consegue sobreviver — e não foi o mais poderoso deles.
Era com frieza que Fouché ouvia os impropérios do governante cada vez mais autocrata. Napoleão trata-o com desconfiança e várias vezes com ele grita, reclama, censura. A tudo, porém, reage friamente. Por diversas vezes escuta sua demissão, mas sabe que Napoleão precisa dele — uma dependência que intrigava aos contemporâneos. O chefe da polícia tinha em suas mãos uma eficiente rede que lhe punha a par de tudo o que o Imperador fazia — ao tempo em que procurava ocultar-lhe seus próprios passos. É um incômodo para o governante, que se fortalece a cada dia.
Mas Fouché compreende bem a "guerromania" do Imperador. A Metternich diz, de Bonaparte: "Quando se tiver feito a guerra com o vosso país, te-lo-emos em seguida com a Rússia e depois com a China", isto cinco anos antes da campanha contra Moscou.
Contra esse espírito belicoso do soberano unem-se seus dois melhores ministros: Fouché e Talleyrand — também ele oriundo da Igreja, tendo passado por todas as etapas vividas pelo primeiro, e comungam a mesma amoralidade política. De Fouché difere num ponto: quer o poder para satisfazer sua luxúria; o outro, embora riquíssimo, segue mesquinho. A aversão que sentem um pelo outro era expressa em comentários espirituosos: de Talleyrand sobre Fouché — "Monsieur Fouché despreza os homens; sem dúvida, muito estudou a si próprio."; e, quando este foi nomeado vice-chanceler, Fouché declarou: "Só lhe faltava esse vício".
Mas se, por anos a fio, os dois adversários divertiam ao Imperador e Paris com suas farpas, a campanha de Napoleão em 1808 contra a Espanha promoveu a inesperada união dos opostos.

### A queda de Talleyrand

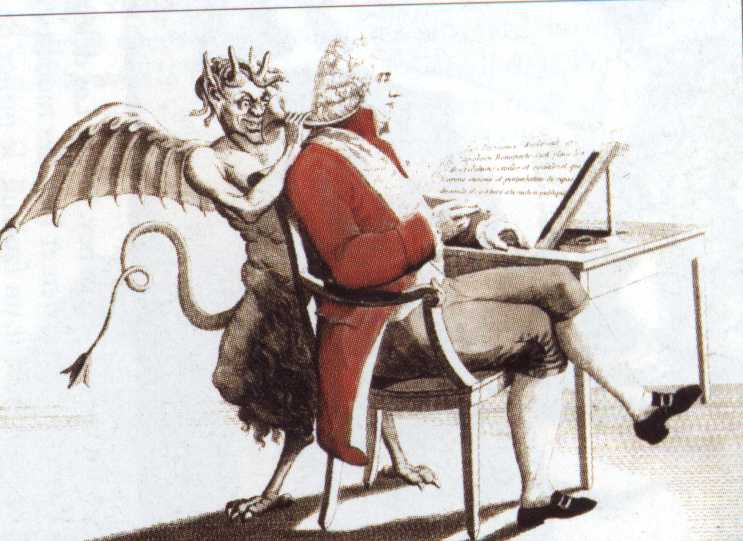
Talleyrand com o diabo por conselheiro.

Assim como nos seus conluios anteriores, também na união de Fouché com Talleyrand este procurou ficar na obscuridade, enquanto o outro ministro aparecia e, repetindo a história, sofria as consequências.
Atendendo aos caprichos de seus familiares, cujas ambições iam crescendo, Napoleão foi pressionado por seu medíocre e voluntarioso irmão José a conquistar para ele um reino que pudesse governar, assim como já havia feito aos demais. À falta de reinos "disponíveis", invade Napoleão a Espanha, com este objetivo — uma campanha inútil, insensata, sobre a qual mais tarde o derrotado Imperador declararia haver se sacrificado por imbecis.
Num jogo de cena teatral, que assustou Paris, Talleyrand e Fouché se encontram numa festa em casa do primeiro: os dois mais irreconciliáveis inimigos confabulam. Todos concluem que, se há união do cão com o gato, só pode ser contra o cozinheiro, na imagem de Zweig. Metternich comunica a Viena que "esta união corresponde aos desejos de uma nação cansada demais."
Tão logo recebe o comunicado daquele estranho fato, imediatamente deixa Bonaparte a Espanha e volta à toda para a capital francesa. Reúne todos os ministros, havendo na véspera conversado secretamente com o próprio Fouché. Assim, diante de seu corpo governante, aos gritos, acusa Talleyrand de venal, corrupto, ladrão e tantas outras ofensas: um choque a todos, pelo extremo baixo nível. Ao sair, o diplomata profere seu mordaz comentário: "Pena que um homem tão ilustre seja tão mal educado".
Talleyrand é demitido, e Fouché, como sempre, sobrevive — desta vez mais forte, já que afastado o seu principal adversário.

### Fouché defende a França: o Duque de Otranto

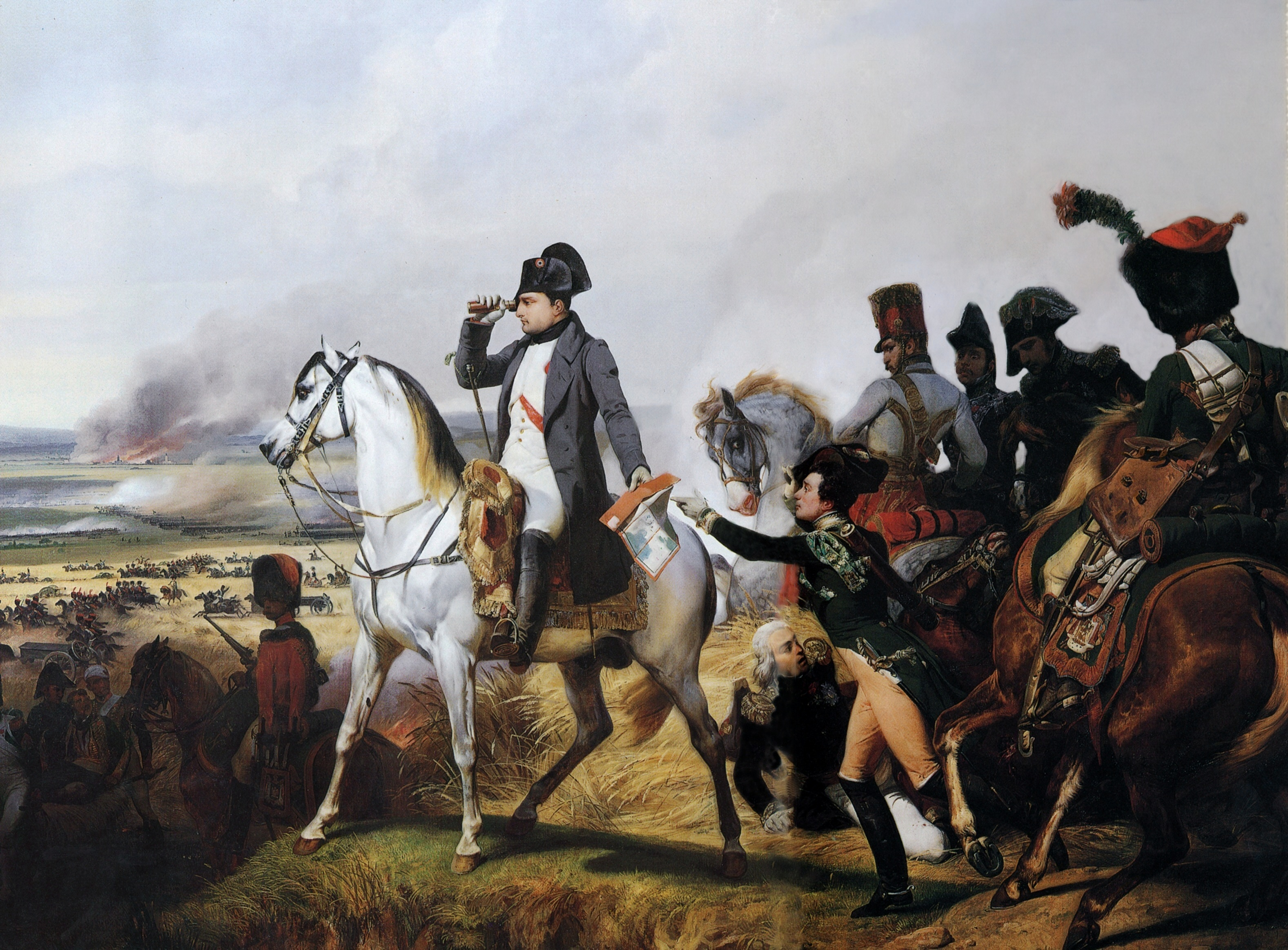
Napoleão, em Wagram, enfrenta a Quinta Coligação: Fouché age livre, em Paris.

Não somente teve afastado o Ministro adversário, mas o próprio Napoleão se ausenta de Paris, em 1809 — ano que lhe foi bastante instável: com as forças distribuídas na Itália, Portugal e Áustria, os ingleses intentam sublevar os belgas, invadindo Dunquerque. Ocupava Fouché interinamente a pasta do Interior: recebendo a notícia da invasão, convoca as guardas nacionais. Os demais ministros o desautorizam, espantados com tamanha ousadia, sem ordens de Napoleão — que, entretanto, está a quinze dias da cidade.
A cidade de Flessingue cai em mãos inglesas, mas já Fouché colocara toda a Antuérpia em condições de fazer frente ao invasor, com as tropas que levantara sem autorização, infligindo aos britânicos uma derrota cara e total.

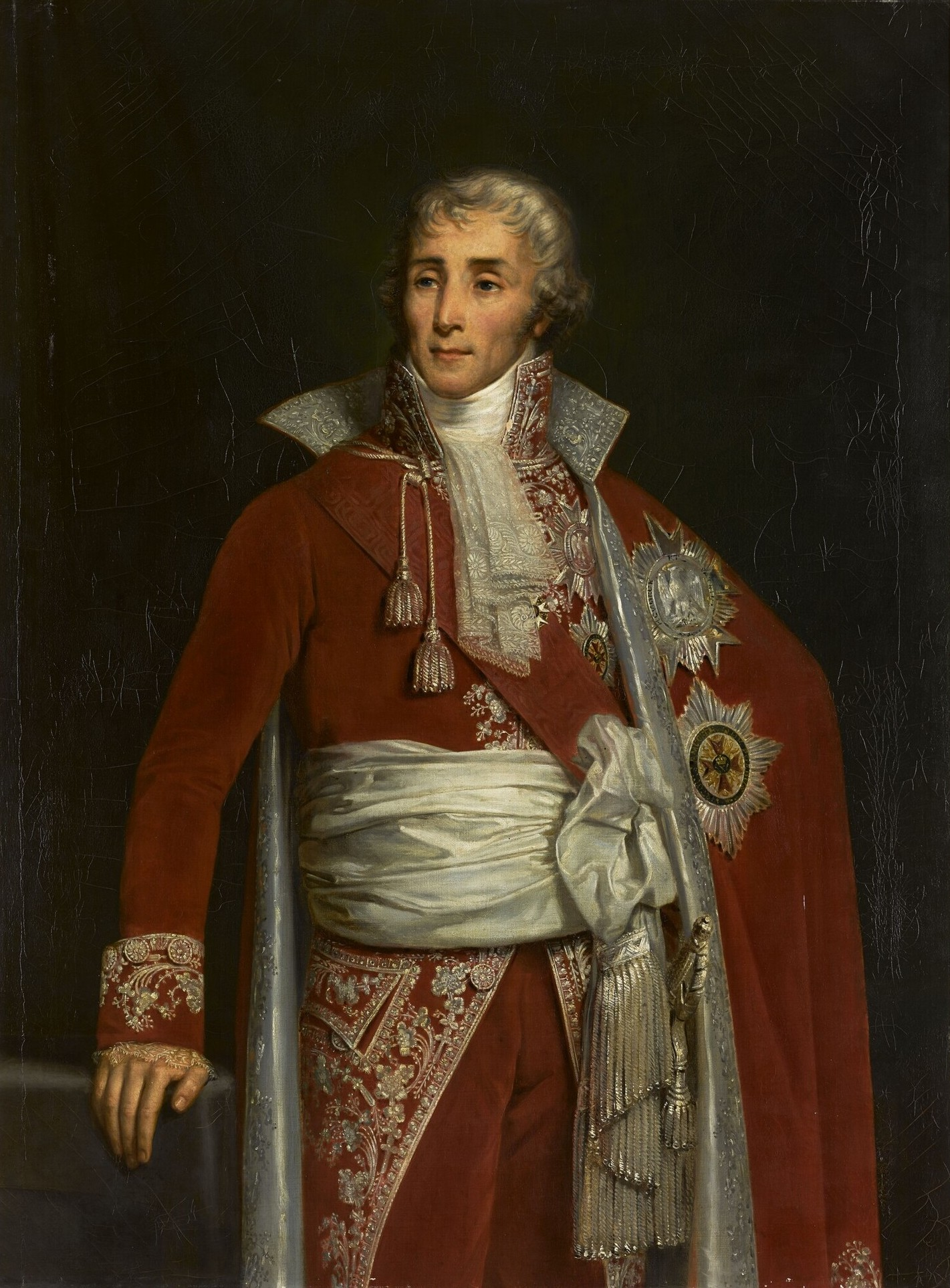
O duque de Otranto, retratado por Dubufe.

A Napoleão seguem inúmeras cartas, especialmente do Chanceler e do Ministro da Guerra, acusando-o. Mas o Imperador não somente o elogia, como admoesta o Chanceler: "Estou aborrecido por não terdes feito uso dos poderes, que vos tinha dado, para agir em circunstâncias extraordinárias. À primeira notícia de uma invasão deveríeis ter convocado vinte mil, trinta mil guardas nacionais. Somente Monsieur Fouché fez o que pode e sustou o inconveniente de ficar numa inação perigosa e desonrosa" — disse Napoleão.
A sua ambição, o gosto pelo comando, contudo, fizeram com que Fouché não desmobilizasse as guardas depois de receber a aprovação imperial e tendo cessado a ameaça inglesa. As pessoas começam a temer-lhe a ousadia, pois o Ministro da Polícia continua a comandar aquelas tropas. As cartas temerosas aumentam, rumo ao quartel-general de Napoleão em Schoenbrunn. Este, finalmente, repreende-o: "Que diabo querem fazer com tudo isso, quando não há urgência e nada disso se deve fazer sem ordem minha?".
Fouché tem de recolher-se novamente à órbita de seu ministério policial. A tempestiva atitude que tomara, quando todos os demais ficaram inertes, merece entretanto uma recompensa — e a 15 de agosto de 1809 Napoleão assina a carta que lhe concede, dali em diante, o título de Duque de Otranto, e confere-lhe as insígnias deste ducado distante, no sul da Itália: por uma ironia heráldica seu brasão ostenta uma coluna de ouro, em volta da qual enreda-se uma serpente.

### Os erros de Fouché

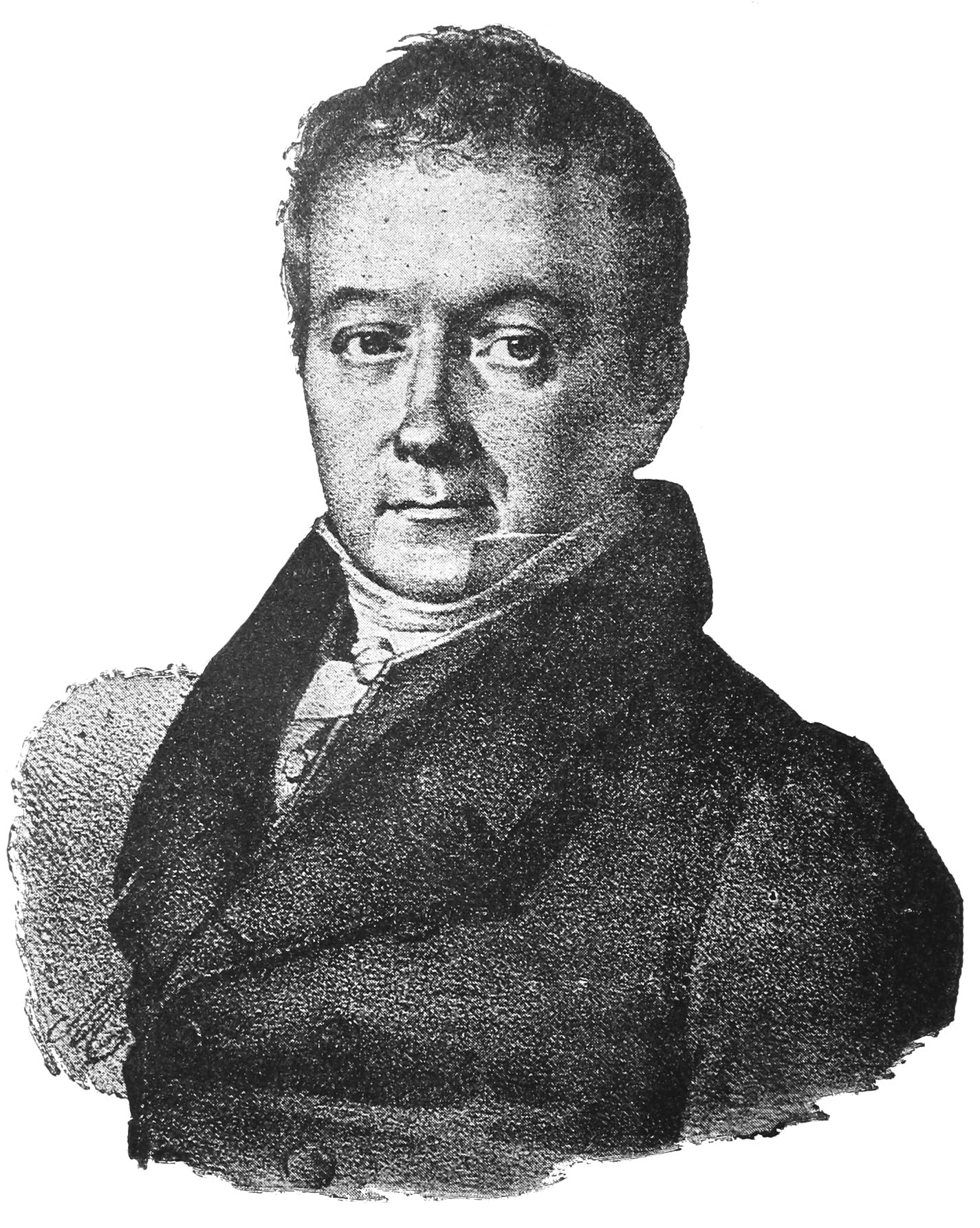
Ouvrard, banqueiro que Fouché usou para uma paz secreta com a Inglaterra.

Finda a campanha em 1810, retorna Napoleão a Paris e, malgrado a disposição de seu Ministro da Polícia em agir livremente, retoma o governo em suas mãos. Durante uma visita ao irmão Luiz na Holanda ao lado de sua nova esposa Maria Luiza, por este é indagado acerca do andamento das negociações secretas com os ingleses. O Imperador, que nada sobre aquilo sabia, disfarça a surpresa e, prontamente, tenta descobrir do que se trata.
Fouché, usando de obscuro banqueiro chamado Ouvrard, fez este servir-se do também banqueiro holandês Labouchère e este, de boa-fé, negociava com o banqueiro inglês Baring: o primeiro, a crer que Fouché falava em nome de Bonaparte, acha que está em missão oficial de tal modo que os ingleses acreditaram estarem a tratar com o próprio Imperador — quando na ponta de tais negociações havia somente Fouché. Ele quem, sozinho, queria os louros de haver conseguido a paz com a Inglaterra, às escondidas do próprio Imperador.
Desconfiado de que fosse o Duque de Otranto o artífice da artimanha diplomática indevida, age Napoleão com astúcia. Do irmão obtém a correspondência do banqueiro Ouvrard e se inteira da negociação que desconhecia até aquele momento. Ordena a Savary, duque de Rovigo, chefe de sua polícia militar, que prenda ao banqueiro, sem alarde, e retenha-lhe todos os papéis. Enquanto isto se dá, durante uma reunião de ministros, questiona Fouché, de sua grande falha em permitir que o tal Ouvrard realizasse atos que ele desaprovaria, em seu nome. Ante as evasivas de Fouché, Napoleão exige-lhe que prenda ao banqueiro inconveniente — algo que o ministro não poderia fazer, sem arriscar que o outro revelasse todo o plano.

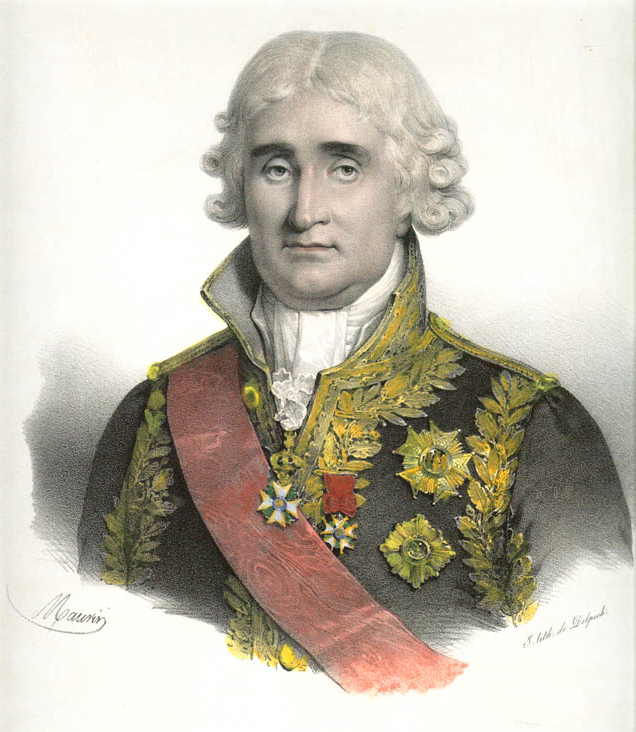
Cambacérès, o arquichanceler, defende Fouché: o temor ao ministro é igual ao temor a Napoleão.

No dia seguinte, após a missa, Napoleão reúne todos os ministros e dignitários, exclusive Fouché, lançando-os de chofre a questão: o que fariam se soubessem que um dos ministros lhe traíra a confiança para negociar com o inimigo? Qual pena a condená-lo? Todos, de imediato, perceberam de quem se tratava. E, para surpresa do Imperador, todos ficam silentes, salvo o arquichanceler Cambacérès que tenta, para irritação do Imperador, justificar um tal ato (com o qual todos ali concordam): "…é incontestavelmente uma falta que merece severo castigo, a não ser que o culpado se tenha deixado levar a cometer este erro por excesso de zelo".
Napoleão percebe que precisa se livrar de tal figura que mesmo seus auxiliares se recusam a condenar e, expondo todos os fatos, pede que indiquem um sucessor para a Polícia. Ninguém diz nada, temendo de igual forma a Fouché como a ele, Napoleão. Talleyrand, que havia também sido convidado embora não mais ocupasse uma pasta, mais uma vez encontra chance para uma de suas geniais partidas, assistindo ao embate de seus dois adversários: "Sem dúvida, Fouché andou muito mal, e eu lhe daria um substituto, mas um só: o próprio Fouché".
Mas Napoleão decide nomear Savary, fazendo-o prestar juramento naquela mesma noite. A opinião pública apóia o ministro demitido, e isto era senso comum: todos almejam a paz, e Napoleão está em vias de ampliar o Bloqueio Continental, que levará à sua derrocada ao atacar a Rússia.
Bonaparte, pela segunda vez, percebe o risco de demitir uma figura tão poderosa quanto Fouché. Brinda-o com cargos e honrarias, tornando-o Conselheiro de Estado e embaixador em Roma. A carta pessoal do Imperador ao ministro demissionário, então, ilustra o cuidado com que se cercou: "Conheço todos os serviços que me tendes prestado, e acredito em vossa dedicação à minha pessoa (…) Aliás, minha confiança em vossos talentos e em vossa fidelidade é completa, e desejo achar ocasião de vo-lo provar, e de os utilizar em meu serviço."
Mas Fouché, que sabia abrir todas as portas, agora iria mostrar que sabia fechá-las. 

### Napoleão persegue Fouché

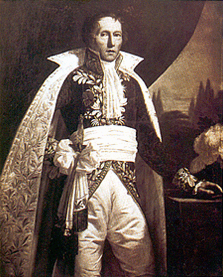
Dubois, encarregado de perseguir Fouché.

Ao ser demitido pede Fouché ao seu sucessor um prazo para colocar em ordem sua pasta, antes de entregá-la. O Duque de Rovigo, ingenuamente, concede-lhe e Fouché começa a carregar do Ministério todos os papéis que lhe interessam, a alterar as senhas das cartas cifradas de modo a torná-las ininteligíveis, a queimar por quatro dias e noites os demais documentos.
Com a demora na transmissão do cargo o próprio Napoleão o intima a entregar documentos que sabia em sua posse, dentre as quais uma carta ao Lord Weslleley, que o incriminaria. Fouché resiste, alegando que destruíra tudo. O ex-ministro logo deixa de cumprir outras intimações, tornando-se o primeiro em França a claramente desafiar o Imperador. Napoleão, irritado, ordena que seja preso em L'Abbaye se necessário, encarregando Dubois, chefe de sua polícia particular, de aprender-lhe todos os papéis.
Fouché percebe que fora longe demais e se arrepende, indo a Paris desculpar-se, sem obter sucesso. Por fim Napoleão escreve-lhe uma carta: "Senhor Duque de Otranto, seus serviços não me podem mais ser agradáveis. É necessário que, dentro de vinte e quatro horas, parta para a sua senatoria". Não é mais sequer embaixador em Roma, sabe que se não der os documentos — muitos deles já destruídos — será preso pois, para cumprir tal ordem, o Imperador designara o ministro da polícia que o substituíra. Era 3 de julho de 1810.
Fouché consegue um passaporte e foge para a Itália, indo de uma cidade a outra e em nenhuma delas permanecendo muito tempo, temeroso da vingança de Napoleão, sem saber onde se fixar ou se dirigir, e nunca se sentindo seguro face a sombra de tal gigantesco perseguidor. Implora apoio às irmãs do Imperador, aos amigos, aos governantes, chega a fretar um navio para fugir para a América. Presume-se que, neste interregno, sua esposa tenha entregue todos os documentos que diziam respeito a Bonaparte pois, finalmente, recebe autorização para voltar ao seu castelo em Aix, onde chega para o seu terceiro "exílio" da vida pública a 25 de setembro; serão três anos de isolamento.

### Anos de afastamento; governo da Ilíria; fim do regime
Instalado na Provence, Fouché não perde contudo sua rede de informantes. Ocupa-se dos relatórios que recebe, esperando a ocasião para novamente oferecer seus préstimos. Napoleão, contudo, atingira o ápice — submetera a Europa, casara-se com uma filha do Imperador da Áustria, Maria Luísa, esperando assim o aval das coroas europeias. Ignora Fouché completamente por dois anos seguidos, mas o chama para uma consulta quando decide invadir a Rússia. O ex-ministro manifesta-se contrário a tal empresa, e é novamente despachado para seu castelo por ter feito coro aos que desaprovavam a decisão do Imperador; ele finalmente parte com seiscentos mil homens para sua maior e mais desastrosa campanha.

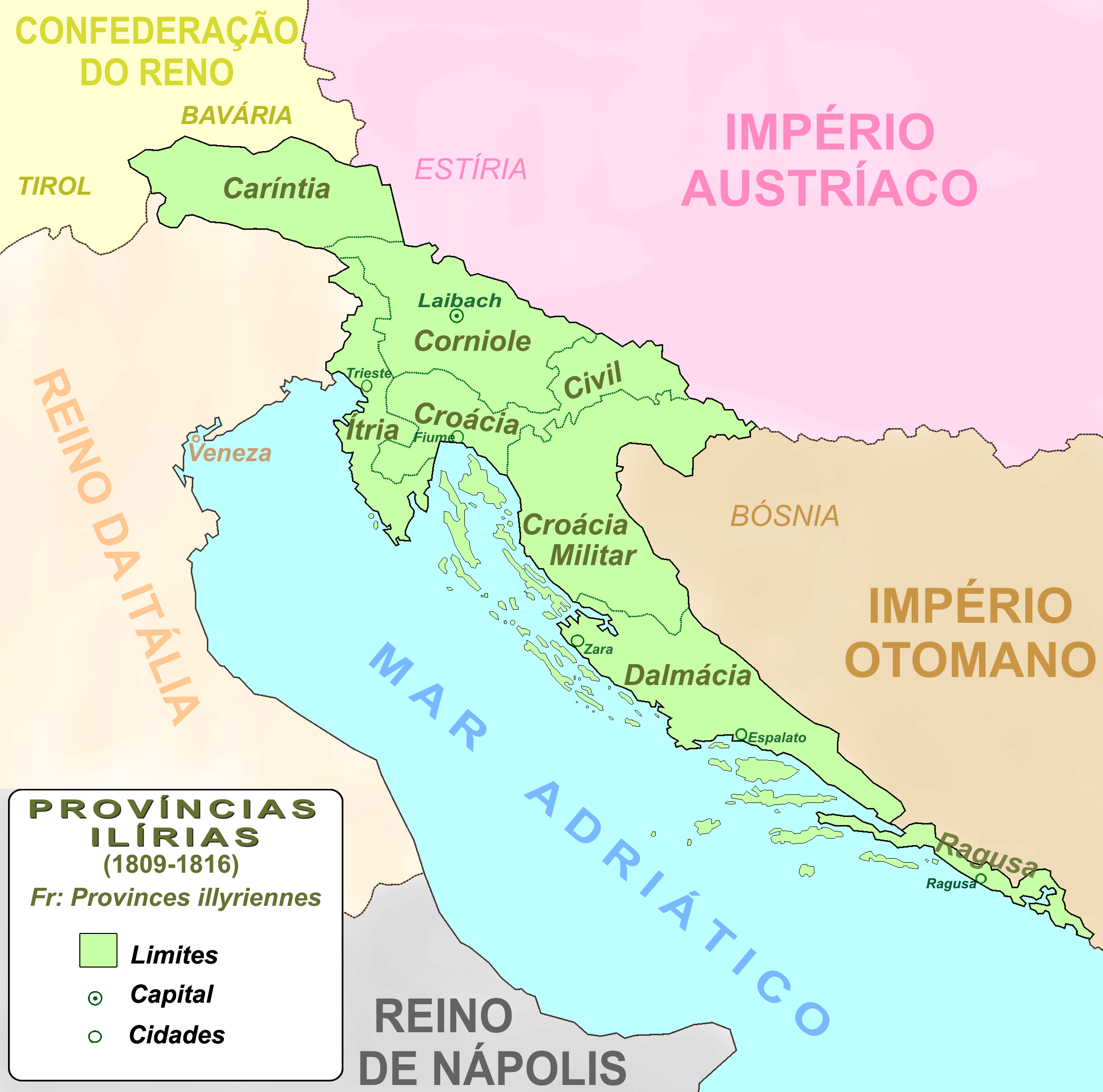
As Províncias Ilírias, saqueadas por Fouché

Naquele rico exílio Fouché perde sua horrenda esposa, à qual fora sempre fiel. Amargurado, sente-se alheio a tudo da vida pública, desinteressado daquilo que o prendera anos a fio. Estava neste estado de espírito de desinteresse quando Napoleão sofre sua mais fragorosa derrota, e volta pela primeira vez sem nada ter conquistado. Procurando cercar-se de todas as garantias para sua segurança pessoal no poder, Bonaparte fortifica todas as suas posições em França — já que os irmãos todos foram expulsos dos países em que os pusera: Espanha, Holanda e Itália.
Fouché, mesmo inativo, representava um perigo ao Imperador, e para afastá-lo nomeia-o administrador na Prússia: o intrigante precisava ficar longe do centro das decisões. Mas Fouché demora a ir assumir suas funções e o território prussiano já está perdido. Napoleão, tendo ficado vago o governo da Ilíria com a loucura de Jean-Andoche Junot, indica para lá Fouché. Ali, um país artificial, Fouché cuida de saquear os cofres, mandando para Trieste os bens assim obtidos, e não opõe resistência alguma ao avanço das tropas austríacas. Após retirar-se da Ilíria sem baixas ou lutas, almeja voltar a Paris, mas naquelas circunstâncias adversas Napoleão teme-lhe o retorno.
A fim de mantê-lo ocupado encarrega-lhe o Imperador de trazer de volta seu insurgente cunhado Murat, seu ex-general que governava Nápoles. Não há informes sobre como Fouché desempenhou esta função diplomática pois, de fato, em 11 de março, está de volta à França pelos Alpes, chegando a Paris em 8 de abril de 1814, quando Bonaparte já havia abdicado e é rei Luís XVIII. Chegara tarde, desta vez.
Fouché não obtém um lugar no novo regime, e limita-se a aguardar uma melhor situação; o novo rei comete um erro político ao menosprezar as mudanças ocorridas em duas décadas de República. Isto fica patente em 1815, quando Napoleão evade-se da prisão em Elba: toda a Corte faz pouco caso de sua aproximação. Surge, para Fouché, a ocasião de novamente ocupar o proscênio dos fatos históricos — e o fará de modo cômico, divertindo Paris.

## Os cem dias: Fouché derrota Bonaparte

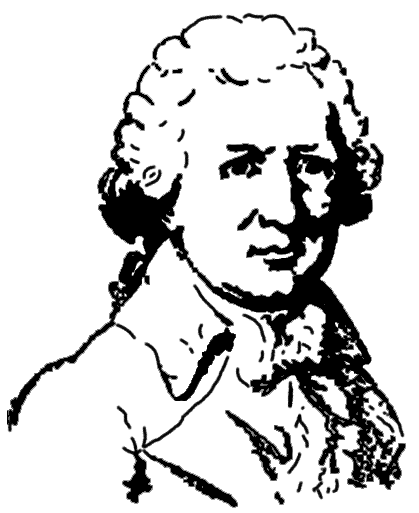
Bourrienne, o novo encarregado de prender Fouché.

A aproximação de Napoleão, que recebia a adesão cada vez maior das tropas, deixou em pânico a nobreza. No auge do desespero, lembram-se de Fouché: o próprio irmão do Rei o procura, a fim de que assuma uma pasta ministerial — mas o velho político faz ver que o procuraram tarde demais; diz que é hora de levarem em segurança o monarca para longe, pois a volta de Bonaparte será breve. Procura assim não se comprometer e, ainda, assegurar o futuro, que pressente.
Os Bourbon não pretendem partir deixando Fouché livre e, três dias antes da fuga do Rei, mandam-no prender. Era então prefeito da polícia parisiense o ex-auxiliar de Napoleão, que fora seu colega na escola de guerra, Bourrienne, que sabe não será uma empresa fácil deter seu antecessor na chefia da polícia. Sob sua ordem a carruagem de Fouché é cercada a 16 de março de 1815. Fouché declara aos guardas: "Não se prende no meio da rua a um antigo ministro, antigo senador", e parte a toda para seu palácio da rua Cerruti. Lá é cercado pelos milicianos e, quando eles lêem sua ordem de prisão, Fouché pede um tempo para se vestir adequadamente. Os homens esperam, esperam e, quando se dão conta, Fouché escapara "à francesa": saltara para o jardim vizinho por uma janela. Já não tinham mais tempo para prendê-lo, pois Napoleão estava chegando, e Fouché — com esta pantomima — exibir-lhe-ia um atestado de fidelidade, enquanto Paris inteira ri-se da peça que pregara em seus captores.
A 20 de março os parisienses aclamam novamente o Imperador, e uma turba o conduz às Tulherias. Não há naquela multidão ninguém de valor, ninguém que efetivamente tivesse capacidade para instalar um novo governo, faltando a Bonaparte todos seus antigos assessores. Isto dura até o momento em que abrem todos passagem para alguém que surge, sob aclamações: é Fouché, a quem Napoleão leva para uma conferência privada num gabinete e que de lá sai, pela terceira vez, nomeado Ministro da Polícia.
Mas o novamente Ministro esperava mais, naquele momento crítico — queria o ministério das relações exteriores — que Napoleão, ainda desconfiado, lhe nega. O Imperador percebe as enormes adversidades neste retorno e escreve cartas aos antigos inimigos procurando assegurar-lhes de seu pacifismo atual, mas não obtém respostas. Seus amigos estão dispersos, ou servindo ao adversário; sua esposa flerta com o jovem Neipperg, e o filho está sendo criado pelo sogro, o Imperador austríaco. Mesmo a França está dividida, cheia de rebeliões. Em Londres e Viena todos tratam apenas com uma pessoa: Fouché.
Enquanto os mensageiros de Napoleão são presos os enviados do Duque de Otranto são recebidos com polidez em Londres e Viena. E Fouché concentra em suas mãos tal poder que o torna a figura central daqueles tempos. Corresponde-se com Talleyrand, que espreita junto aos monarquistas. Seria ele, assim, o homem que cravaria pelas costas o punhal em Napoleão. Mas Fouché declararia, mais tarde: "Não fui eu quem traí Napoleão, foi Waterloo".
Apesar disto Bonaparte, que criara uma polícia secreta unicamente para vigiá-lo, descobre o jogo duplo de seu ministro; é preso um emissário de Metternich que, sob ameaças, confessa levar a Fouché um convite para uma entrevista, na Basileia. De posse da senha a ser usada pelo mensageiro da resposta do Duque de Otranto, envia o Imperador como sendo do ministro um emissário aos austríacos, armando um laço a Fouché — mas este, em contrapartida, também possui agentes a vigiar o Imperador e, fingindo lealdade, entrega a Napoleão a carta que recebera dos inimigos — e que sabia fora interceptada antes. Fouché escapa deste modo, mas o agente que retorna da conferência com os austríacos dão ao Imperador uma notícia adversa: a Europa aceita qualquer governo em França, menos o dele.

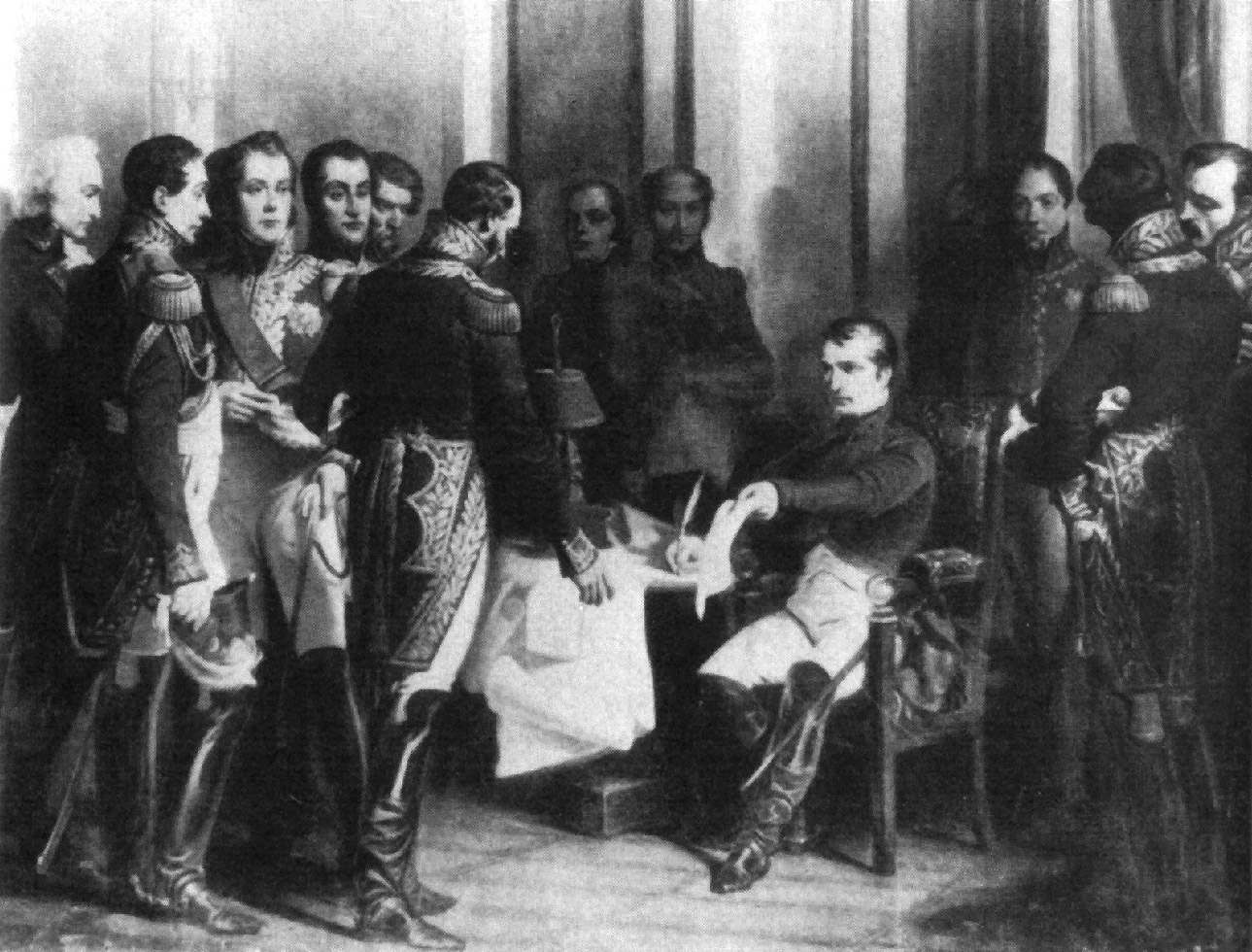
Napoleão entrega a Fouché sua abdicação.

Ante a certeza do jogo duplo de Fouché, durante uma reunião Bonaparte chega mesmo a lhe dar uma faca para que o apunhale logo, cioso de que será por ele traído. Fouché, impassível, nada diz. Sabe que em questão de poucas semanas Napoleão cairá. Mais tarde, com a demora das estradas naqueles tempos, enquanto os canhões de Paris anunciavam, a 18 de julho de 1815, a vitória numa batalha, já em Waterloo Napoleão caía derrotado. Paris festeja por dois dias até que, em 20 de julho, chegam as notícias verdadeiras e terminantes do fracasso. Fouché, enquanto a cidade jaz abatida, age rapidamente.
O retorno do Imperador derrotado encontra um Fouché preparado para acelerar seu fim. A 21 de junho a Câmara dos Deputados se reúne, tendo Fouché escolhido um porta-voz, como outrora fizera contra Robespierre, para armar o bote decisivo: fala La Fayette, heroi da Independência dos Estados Unidos e esquecido sob o lume de Bonaparte, e em seu discurso clama por liberdade, para que seja a pátria salva do déspota.
Napoleão poderia abdicar, salvando o trono para seu filho, mas demora-se a tomar uma decisão. Fouché então reúne os deputados de sua confiança durante a noite e, no dia seguinte, La Fayette declara a Bonaparte: ou abdica, ou será destituído. Dão ao Imperador uma hora de prazo para se decidir. Fouché está ao seu lado esperando a resposta até que, enfim, ele diz-lhe: "Escreva a esses senhores que fiquem tranquilos. Seus desejos serão satisfeitos" — na sala ao lado Bonaparte dita ao irmão sua abdicação que em seguida é entregue nas mãos do mesmo Fouché; este então lhe faz uma última reverência. Ao fim de cem dias derrotara, enfim, o maior dos generais.

### Fouché governa a França
O Duque de Otranto sobe à tribuna levando, a 22 de junho, a histórica folha de papel. Esperando obter dos deputados o poder, sugere que seja de imediato eleito um Diretório, de cinco membros. Consegue evitar a eleição de La Fayette, que o ajudara, mas é derrotado por Carnot (342 a 293 votos), que assim ficaria com a presidência do governo provisório. Mais uma vez Fouché arma a cilada, e Carnot cai: propõe que o diretório se constitua, elegendo seu Presidente e Secretário; ante a surpresa de Carnot, Fouché declara: "Dar-vos-ei meu voto para a presidência", ao que o outro devolve a gentileza: "Eu vos darei o meu". Com dois outros membros comprados, Fouché é eleito, e com o voto de seu concorrente. É, finalmente, o homem mais poderoso de França.
Começa, então, a fustigar o ex-Imperador, censurando-lhe as mensagens que enviava aos jornais. Acuado pelo antigo servidor, refugia-se Napoleão em Malmaison. Fouché o adverte a resignar mas Bonaparte, mesmo com a aproximação das tropas de Blücher, procura uma última escapatória: oferece-se para ser um mero general. Fouché desdenha desses últimos arroubos, e Bonaparte procura fugir. Está acabado, finalmente, junto a todos que o acompanharam.

## A queda e a morte

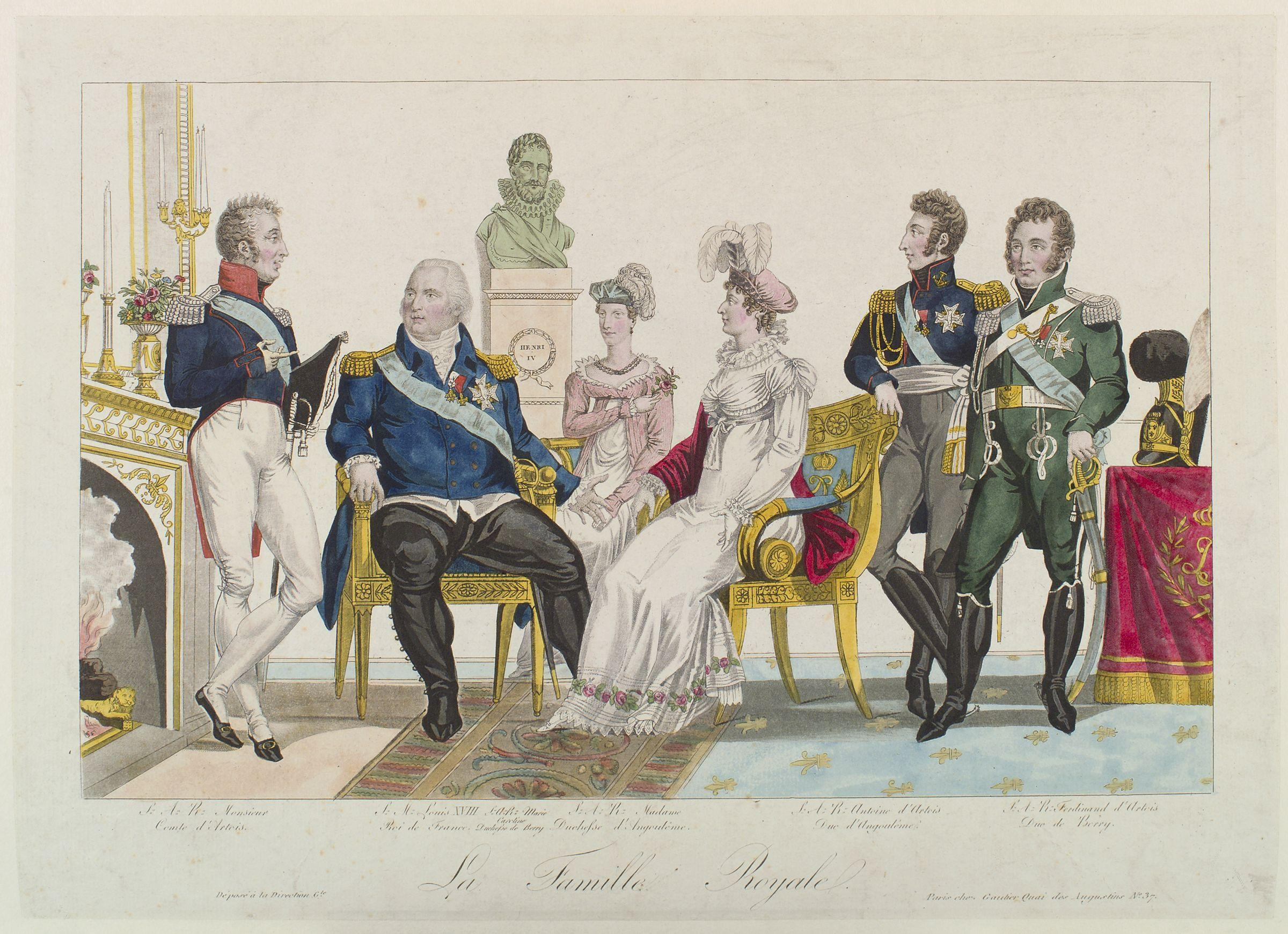
A família real, que jamais perdoaria o regicida Fouché.

Governando uma república, concerta Fouché um cargo de ministro no futuro governo de Luís XVIII. Este, contudo, reluta em aceitar o regicida, um dos que assinaram a morte de seu irmão, mas é finalmente demovido, e concorda. Assim, recebe, tendo somente o ex-bispo Talleyrand por testemunha, a Fouché, que comprará por um ministério. Mancando, Talleyrand conduz o comparsa, numa cena que Chateaubriand descreveria como "o vício apoiado sobre o crime". O futuro rei o nomeia ministro.
No dia seguinte as tropas aliadas entram em Paris, prendendo os deputados. Fouché, ardilosamente, propõe aos colegas do Diretório que renunciem em protesto, e todos caem na cilada. Por um dia a França ficou sem governo. No dia seguinte, 28 de julho, Luís XVIII entra triunfalmente em Paris, aclamado por uma multidão.
Embora tivesse prometido anistia aos que serviram a Napoleão, o Rei entrega a Fouché a função de organizar uma lista de proscritos. Este, para safar-se, realiza uma lista não de poucas dezenas de nomes, entrega uma com quase mil — dizendo que fossem todos punidos, ou nenhum. Mas Talleyrand, que preside ao Ministério, usa de astúcia maior e ordena-lhe que reduza a lista a umas quatro dúzias, assinando suas sentenças de morte ou exílio.

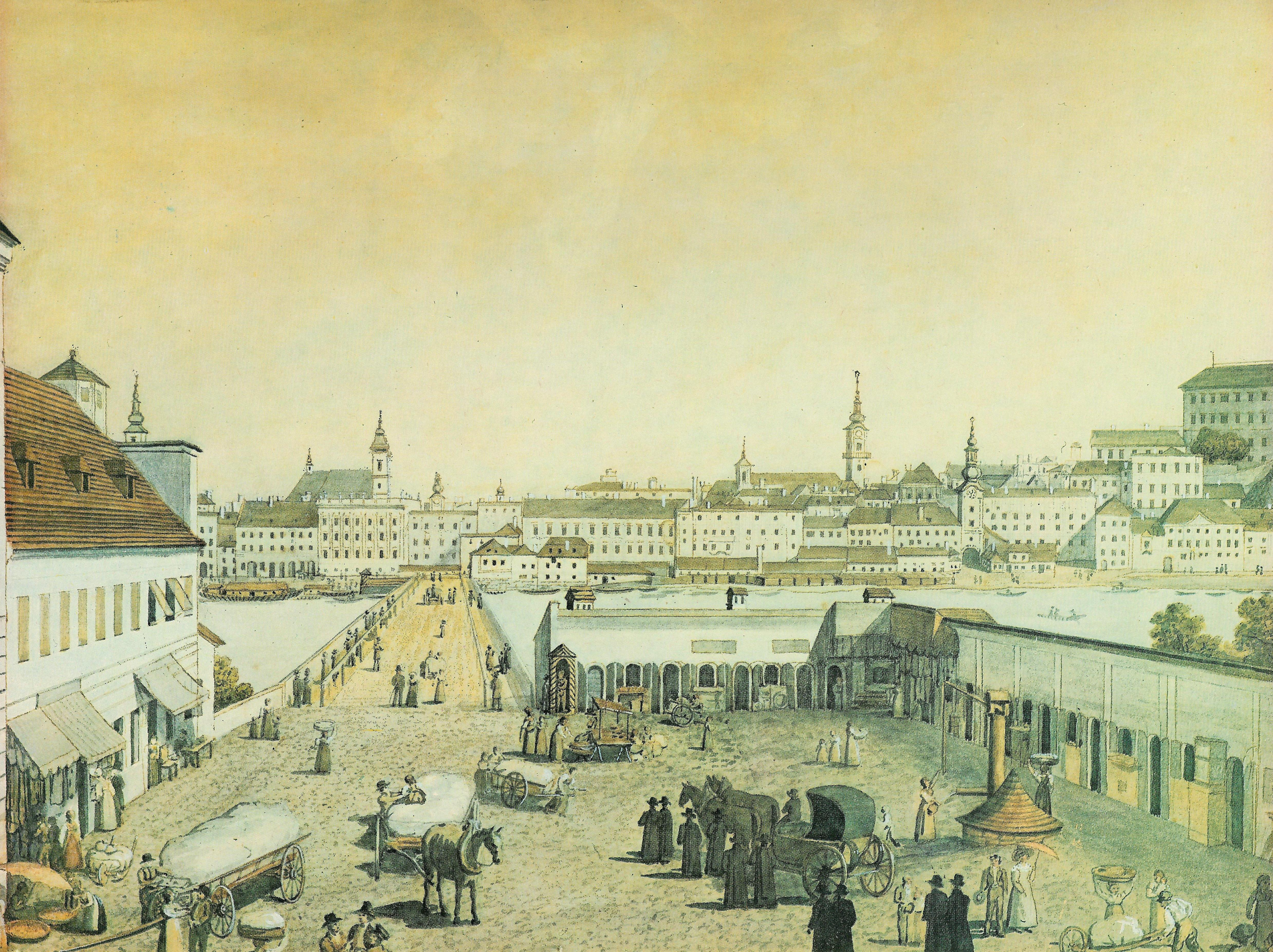
A cidade provinciana de Linz, onde amargou Fouché parte do humilhante exílio final.

Em 1817 Fouché, que fora toda a vida fiel a uma feia mulher, casa-se novamente, com uma bela aristocrata de 26 anos, tornando-se assim uma figura caricata: seu atrativo único era a imensa fortuna, inferior apenas à do Rei, que foi padrinho da união.
Mas Fouché não é bem-visto pela Corte; as pessoas não o cumprimentam, surgem panfletos relembrando o Metralhador de Lião", e os monarquistas pedem que o governo seja limpo de tais imundícies. Ainda tenta ele articular com representantes das tropas invasoras, sem muito sucesso. A filha de Luís XVI, Duquesa de Angoulême, nutre por ele um ódio figadal, o assassino de seus pais, e obtém o apoio da família real para que seja expulso de seu meio.
Cabe a Talleyrand a tarefa de demitir Fouché. E o faz de forma irônica, num sarau a 14 de dezembro; começa o ex-bispo a elogiar os Estados Unidos da América, concluindo que um posto de embaixador ali era tudo o que ele almejaria. Então, voltando-se para o Duque de Otranto, diz-lhe: "esse posto é belo, como se vê. Pois bem, posso dar-lho, se lhe agrada". A mensagem foi captada, e mais tarde Talleyrand diria "Desta vez, torci-lhe definitivamente o pescoço".
Fouché, submisso, aceita ser nomeado embaixador em Dresden; era 1819, e tinha já 56 anos, não tendo outra alternativa senão obedecer àquele que havia um semestre tornara Rei. E, tão logo começa a arrumar suas coisas em Dresden, já todos só dele se lembram apenas como regicida ou como o metralhador lionês, a Assembleia (por 334 votos a 32) vota o seu banimento. Sua nomeação é revogada e ele não é mais ninguém. De um golpe, não pode voltar à França, e não possui posto a ocupar nem lugar para onde ir. Apela a Metternich, mas este lhe veta a entrada em Viena, aconselhando-o se mudasse para Praga, como pessoa comum. É o que faz, embora a provinciana cidade o tenha em má conta, face as notícias que os jornais parisienses publicam e são largamente lidos naquela cidade. Sua correspondência é vigiada.
Em Praga sua jovem esposa tem um affair com um exilado republicano, Thibaudeau, e o caso é conhecido, aumentando-lhe a humilhação. Pede a Metternich que permita-lhe mudar de cidade, sendo-lhe permitido ir para Linz, cidade sem qualquer atrativo. Ali, no ostracismo, faz publicar um livro auto-elogiativo e, nas cartas que ainda escreve aos conhecidos, dá a entender que prepara suas memórias — como forma de alertar que ainda detém segredos de muitos e, assim, conseguir algo — sem qualquer resultado obter.
Ao fim de três anos em Linz, Fouché está acabado e Metternich permite-lhe que se mude para Trieste. Ali o ex-padre e ex-ateu frequenta missas e definha para a morte. Antes do desfecho final de sua vida ordena que seu filho queime todos os papéis que ainda conservava consigo — e talvez as tais memórias que dissera escrever tenham sido assim destruídas. Morre, obscuramente, em 26 de dezembro de 1820.

## Post mortem: as memórias de Fouché

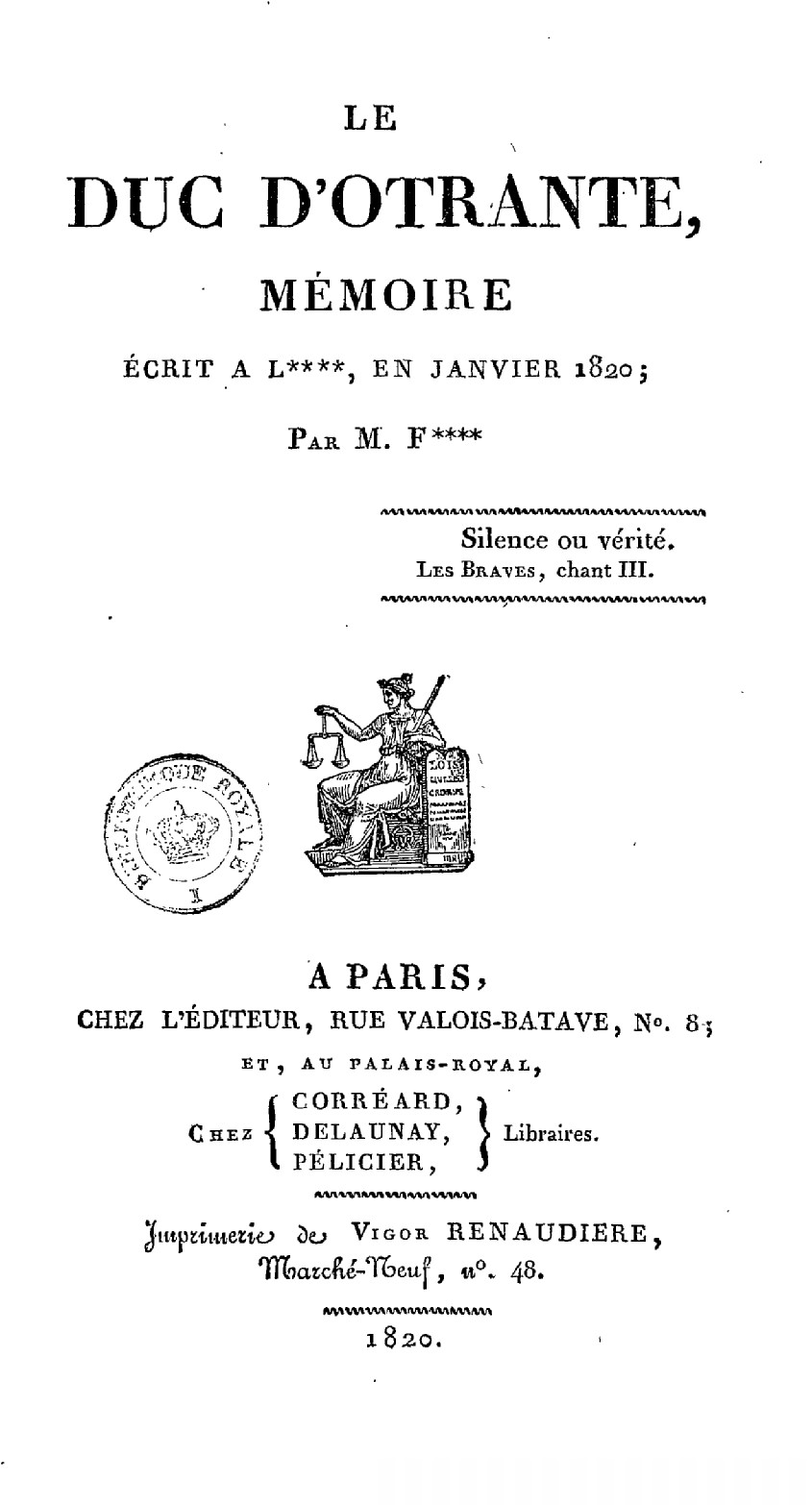
Exemplar de 1824 das "Memórias" por "M. F."

Em 1824 foram publicadas em Paris umas "Memórias do Duque de Otranto" que, embora com material autêntico, não traz a certeza de que tenha o próprio Fouché se ocupado de realmente escrevê-las. Delas Heinrich Heine dissera que este homem, notoriamente falso, levou a falsidade a tal ponto que publicou, mesmo após sua morte, falsas memórias.
Já todos haviam se esquecido de Fouché quando um editor faz surgir em Paris o boato de que as memórias do homem outrora tão temido viriam a lume — como uma forma de propaganda sobre aqueles que temiam ver expostos os documentos levados por Fouché da polícia, as cartas comprometedoras que interceptara, as provas de crimes e conluios. Mas o volume nada disto trazia. E Fouché passou para a margem da História, onde poucos dele se lembram.